# Montaut (Gers)
Montaut település Franciaországban, Gers megyében. Lakosainak száma 123 fő (2022. január 1.). Montaut Viozan, Barcugnan, Mont-de-Marrast, Sainte-Aurence-Cazaux, Sainte-Dode, Saint-Michel és Sauviac községekkel határos.

## Népesség
A település népességének változása:
| Lakosok száma | 201  | 154  | 134  | 119  | 111  | 116  | 117  | 118  | 120  | 123  |
|               | 1968 | 1982 | 1990 | 2006 | 2013 | 2015 | 2017 | 2019 | 2020 | 2022 |